# Matinhas
Matinhas é um município brasileiro localizado na Região Metropolitana de Campina Grande, estado da Paraíba. Sua população em 2020 foi estimada pelo IBGE em 4.515 habitantes.

## História
Matinhas é um município brasileiro localizado na Região Metropolitana de Campina Grande, estado da Paraíba. Sua população em 2011 foi estimada pelo IBGE (Instituto Brasileiro de Geografia e Estatística) em 4.339 habitantes, distribuídos em 38 km² de área.
Sua história começou na primeira metade do século XIX, sua emancipação proporcionou-se no dia 29 de abril de 1994, pela lei estadual n° 5893, desmembrado de Alagoa Nova, sendo sua instalação no dia 1 de janeiro de 1997. Segundo nota de historiadores, conclui-se que Francisco Falcão, Marçal de Miranda e Simão Ferreira da Silva requerem nove léguas de terra em 1718. Desta sesmaria, que limitava com a serra "Matinhas" parece ter sido derivado o nome da cidade.

## TURISMO
Uma cidade hospitaleira, conhecida por ser a maior produtora de Tangerina do Nordeste. Desde sua emancipação o município se desenvolve, o turismo vem crescendo ano após ano e os eventos culturais também. Matinhas é conhecida como o “Portal do Brejo paraibano” por ter a Festa da Laranja e o Festival Nacional da Tangerina, que desde 2004 vem destacando o Município para o Brasil.
O município apesar de ser pequenino, apresenta uma vocação natural para atrair a atenção de pessoas de outros centros, motivadas pelo verde exuberante, pelas trilhas naturais, belas cachoeiras e pelo clima ameno também pelo seu potencial na produção de laranja nas variedades: Tangerina Ponkan, Mexerica, Cravo e Dancy.
A Festa da Laranja é um evento de repercussão nacional, responsável pelo aquecimento da economia local e da região, tanto por meio da festividade como também pela promoção da laranja, principal produto da economia regional.
Possuindo, inclusive, o segundo maior parque de eventos da Paraíba – o Parque da Laranja – ficando atrás apenas do Parque do Povo em Campina Grande. A Festa surgiu já de uma forma ousada para um município do porte de Matinhas, mas o sucesso foi tanto que hoje já se encontra na sua 10ª Edição, com uma infraestrutura própria.
Portanto, a sua realização é de fundamental importância para o desenvolvimento da economia local, tanto no aspecto de deslocar turistas para o município como também porque é por meio dela que se consegue alavancar investimentos para a produção e comercialização da laranja. Somando-se a isso existe o fato do município estar localizado na privilegiada região brejeira o que favorece a plantação do fruto sem a necessidade de grandes investimentos.
Eventos
Janeiro: Festa do Padroeiro São Sebastião
Julho: Caminhos do frio
Setembro: Festa da Colheita 
Outubro: Festa da Laranja
Dezembro: Natal de um novo tempo 